# Classe Wyoming
La classe Wyoming est une classe de deux cuirassés dreadnought construits pour l'US Navy au début du XXe siècle ayant servi pendant les deux guerres mondiales.
L'USS Wyoming (BB-32) et l'USS Arkansas (BB-33) sont autorisés au début de 1909, et sont construits entre 1910 et 1912. Légère amélioration de la classe précédente Florida, la classe Wyoming est la quatrième classe de cuirassé de l'US Navy, et la dernière à utiliser des canons de 12 pouces. Les principaux changements sont notamment l'ajout d'une sixième tourelle à deux canons et une meilleure protection des blindages, avec également la première utilisation de cloisons anti-torpilles sur les cuirassés américains. La marine envisage initialement d'utiliser des canons plus puissants de 14 pouces (356 mm), mais cela aurait entraîné des retards et nécessité des navires plus grands. 
Les deux navires servent régulièrement ensemble, d'abord dans la flotte de l'Atlantique dans les années 1910. Les deux navires sont déployés dans les eaux britanniques après l'entrée des États-Unis dans la Première Guerre mondiale en avril 1917 pour renforcer la « Grand Fleet » de la Royal Navy. Ils servent ensuite dans la flotte du Pacifique en 1919-21, avant de retourner tous deux dans la flotte de l'Atlantique. Ils passent la plus grande partie de leur temps dans la flotte de l'Atlantique à effectuer des exercices d'entraînement en temps de paix, ainsi qu'à emmener des aspirants de l'Académie navale américaine en croisière d'entraînement. Le Wyoming et l'Arkansas sont modernisés au milieu des années 1920, recevant des chaudières à mazout plus efficaces pour remplacer leurs vieux modèles à charbon, des blindages de pont plus épais pour protéger contre les tirs, un bulbe anti-torpilles pour augmenter leur capacité de défense face aux sous-marins, et des canons anti-aériens pour se défendre contre les attaques aériennes. 
Le traité naval de Londres de 1930 exige la démilitarisation du Wyoming ; il est donc converti en navire-école, la moitié de ses tourelles principales, sa ceinture blindée et son bulbe anti-torpilles sont supprimés. Cependant, l'Arkansas est autorisé à poursuivre son service avec la flotte. Après l'entrée des États-Unis dans la Seconde Guerre mondiale, l'Arkansas est utilisé pour escorter des convois vers l'Afrique du Nord. En 1944, il sert de navire de bombardement côtier ; dans ce rôle, il soutient les débarquements alliés en Normandie (opération Overlord) et dans le sud de la France (débarquement de Provence) avant d'être transférée dans le Pacifique, où il fournit un appui-feu aux Marines qui combattent à Iwo Jima et à Okinawa en 1945. Entre-temps, le Wyoming qui continue à servir de navire-école, est modifié en 1944 pour inclure les différents types de canons antiaériens que les aspirants utiliseront dans la flotte. Les deux navires sont mis hors service peu après la guerre, l'Arkansas  est utilisé comme navire cible lors des essais nucléaires de 1946 dans le cadre de l'opération Crossroads, et le Wyoming est vendu pour la ferraille en 1947. 

## Histoire
Les deux navires ont servi pendant les deux guerres mondiales. Durant la Première Guerre mondiale, ils ont été affectés au 6e escadron de bataille de la Grand Fleet et ont participé à des actions limitées en mer du Nord entre 1917 et 1918. Le Wyoming et de l’Arkansas ont été reconstruits à la fois au milieu des années 1920, comme ce fut le cas pour tous les navires de guerre américains de l'époque. En raison du traité naval de Washington, Wyoming est devenu un navire de formation après 1931, tandis que l'Arkansas servait pour l'escorte de convois pendant la Seconde Guerre mondiale. Il a également participé aux bombardements navals en soutien à l'invasion de la Normandie, ainsi que dans le sud de la France lors de l'opération Dragoon, qui toutes deux ont été menées à la mi-1944. Il a ensuite été transféré sur le théâtre du Pacifique, où il a bombardé Iwo Jima et Okinawa pendant les invasions amphibies de ces îles. Les deux navires ont été rayés des listes de la marine après la fin de la guerre ; le Wyoming a été démoli en 1947 tandis que l'Arkansas a été utilisé comme navire-cible au cours des essais nucléaires de l'opération Crossroads en 1946.

## Unités de la classe
| Nom          | Numéro | Image | Chantier                          | Quille          | Lancement       | Mise en service   | Destin                             |
| ------------ | ------ | ----- | --------------------------------- | --------------- | --------------- | ----------------- | ---------------------------------- |
| USS Wyoming  | BB-32  |       | William Cramp & Sons              | 9 février 1910  | 25 mai 1911     | 25 septembre 1912 | Rayé des listes le 1er aout 1947   |
| USS Arkansas | BB-33  |       | New York Shipbuilding Corporation | 25 janvier 1910 | 14 janvier 1911 | 17 septembre 1912 | Rayé des listes le 29 juillet 1946 |